# Mohn-Mauerbiene
Die Mohn-Mauerbiene oder Mohnbiene (Hoplitis papaveris) ist eine Wildbienenart der Gattung Hoplitis aus der Gruppe der Mauerbienen (Familie Megachilidae). Sie gilt wegen ihres weiten Verbreitungsgebiets global als ungefährdet, in Deutschland ist sie jedoch akut vom Aussterben bedroht.

## Verbreitung, bekannte Vorkommen
Die Art ist von West- bis Osteuropa verbreitet, in Deutschland hat sie anscheinend keine Verbreitungsgrenze, ist aber im gesamten Verbreitungsgebiet nur vereinzelt nachgewiesen. Wegen der Bindung an bestimmte Lebensräume und der geringen Zahl aktueller Nachweise wird sie in Deutschland in der Roten Liste als „Vom Aussterben bedroht“ geführt. Im Rodachtal befindet sich wahrscheinlich das weltweit einzige nachweislich kontinuierliche Brutvorkommen.

## Lebensraum und Lebensweise
Die Mohn-Mauerbiene bevorzugt trockenes Gelände mit Wiesen, Feldern und ist tagsüber aktiv. Ihre Flugzeit beschränkt sich auf die Sommermonate Juni und Juli. Bevorzugte Nahrungspflanzen sind Korbblütler wie z. B. Kornblumen (Centaurea cyanus), aber auch Acker-Winde (Convolvulus arvensis) oder Glockenblumen (Campanula). 
Die Mohn-Mauerbiene ist extrem scheu und flieht bereits bei einer Annäherung auf wenige Meter. Bei Störungen verschwindet sie oft für Stunden in ihrem Nest. Möglicherweise sind die ausgesprochen spärlichen Nachweise zu einem gewissen Teil auf diese Verhaltensweise zurückzuführen.

## Fortpflanzung
Das Weibchen gräbt in lockere Sand- oder Rohböden eine etwa vier Zentimeter lange Röhre, die sich am Ende bauchig erweitert. Der Erdaushub wird nicht, wie bei den meisten anderen bodenbrütenden Arten, rund um das Loch aufgehäuft, sondern sorgfältig weit im Umkreis von etwa einem Meter verteilt. Die Niströhre ist damit nur an dem unscheinbaren Eingangsloch erkennbar. Die Wände des Hohlraumes bedeckt die Biene mit Stücken, die von Mohnblütenblättern abgeschnitten wurden. Der Zweck dieser Auskleidung ist bisher nicht geklärt, möglicherweise ist es ein Schutz gegen herabfallende Sandkörner, gegen Feuchtigkeit oder gegen Verpilzung der Larvennahrung. Sie lagert in diesem Hohlraum Nektar und Pollen von Kornblumen ein und legt auf diesen Nahrungsvorrat nur ein Ei ab. Anschließend versiegelt sie die Röhre, in der sich die Larve entwickeln soll, sorgfältig mit Sand. Manchmal werden in einem Nest auch zwei Brutzellen angelegt.
Bereits wenige Tage nach der Eiablage schlüpft die Mohnbienenlarve. Sie verpuppt sich noch im gleichen Jahr und verbringt den Winter als Puppe in der Neströhre.
Als Parasiten werden die Kegelbienen Coelioxys mandibularis und Coelioxys inermis genannt.

## Synonyme
- Osmia papaveris[2]
- Apis papaveris Latreille, 1799[2]